# A Csillagkapu-sorozatokban szereplő bolygók listája
E szócikkben a Csillagkapu („SG-1”), a Csillagkapu: Atlantisz és a Stargate Universe című sorozatok kitalált bolygói sorolhatóak fel.

## Tejútrendszer
| Bolygó                     | CSKP jelölés          | Csillagkapu cím | Lakói                             | Megjegyzés |
| -------------------------- | --------------------- | --------------- | --------------------------------- | --- |
| Abydos                     | P8X-873               |                 | Abydosiak                         | Az első emberek által meglátogatott bolygó. Ez a bolygó valaha Rá uralma alatt volt, amíg Jack O’Neill és társai fel nem szabadították. Azon 14 bolygónak az egyike, melyek kapuit egyszerre tárcsázták a P4X-639-ről, időhurkot okozva ott. |
| Adara II                   |                       |                 | Asgard                            | Itt található Heimdall laboratóriuma. |
| Adora                      |                       |                 | ismeretlen                        | A közepesen fejlett Adorán élt Vala egyik barátja, Arlos, aki Goa'uld technológiákat tanulmányozott. Elmondása alapján együtt fürödtek az Aragatan nevű forrásoknál, illetve meztelenül feküdtek a bolygó holdjainak fényében. |
| Aemonus                    | P2X-555               |                 | ismeretlen                        | |
| Alaris                     |                       |                 | ismeretlen                        | Alaris a P4X-639 bolygó közelében található, emiatt az időhurok terében is benne volt. A CSK-12 3 nappal korábban tért vissza alarisi küldetéséről. Erre a bolygóra ütötte a golflabdát Jack és Teal'c az indítócsarnokból a Csillagkapun át, amikor megunták az időhurok miatti események monoton ismétlődését. |
| Altair                     | P3X-989               |                 | Androidok                         | Harlan otthona. A Bádogember című részben lehet látni és említik a Kettős kockázatban. |
| Alfa bázis                 | 1. P3X-984 3. P4X-650 | 1. 2.           | 1-2. Tauri, Tok'ra, Jaffa 3.Tauri | A megnevezése egy korábban lakatlan bolygónak (ma katonai bázis) arra az esetre fenntartva ha a Föld (vagy más Tau'ri irányította világ) evakuálásra szorul. Az első Alfa bázis koordinátái megegyeznek az alternatív valóságban szereplő Béta bázis koordinátáival. |
| Amon Shek                  |                       |                 | Goa'uld, Jaffa                    | Khonsu otthona. A csillagkapu egy tópart közelében van, tőle nem messze helyezkedik el Khonsu piramisa. A tó és a piramis közti területet erdő fedi. |
| Amra                       |                       |                 | Amraiak                           | |
| Anúbisz bolygója           |                       |                 | Goa'uld, Jaffa                    | Anúbisz otthona. A bolygó jellegzetessége az a különleges ovális szoborsor, amiben körbe-körbe energia áramlik. |
| Ardena                     |                       |                 |                                   | A túlélő Talthusiak új otthona. |
| Argos                      | P3X-8596              |                 | Argosiak                          | Az Argosiak otthona. |
| Arkhan király bolygója     |                       |                 | Arkhan király népe                | |
| Aschenek bolygója          | P4C-970               |                 | Aschen                            | |
| Avnil                      | P3X-513               |                 | P3X-513 lakói                     | Erdős bolygó, sok barlanggal. Az ittélők nagy része barlangban élt, illetve fura agyagjelmezeket hordott az erős UV-sugárzás miatt. Jonas Hansen, a CSK-9 vezetője, kihasználta az itteniek vallását és istenüknek hitette velük magát. Egész nap a kőfejtőben dolgoztatta ezen bolygó népét, hogy tiszteletére megépítsenek egy templomot, mely elkészülése után megígérte a P3X-513 népének, hogy naranccsá festi az égboltot, így megvédve a lakosságot a veszélyes sugaraktól. A CSK-1 hamar meggyőzte az ittenieket arról, hogy Hansen nem isten, majd Teal'c és Carter segítségével naranccsá festették az égboltot egy Goa'uld készülékpár segítségével. |
| Bedrosia                   | P2x-416               |                 |                                   | |
| Béta bázis                 | P3X-984               |                 |                                   | A Föld evakuálási helye az alternatív idővonalban, melyet Daniel látogatott meg. A Béta bázis koordinátái ugyanazok, mint a valóságbeli Alfa bázisé három epizóddal később. |
| Cimmeria                   | P3X-974               |                 |                                   | Egyike az Asgardok által védett bolygóknak. |
| Chulak                     |                       |                 |                                   | A Jaffák otthona. |
| Dakara                     |                       |                 |                                   | Egy Ős szuperfegyver helye. Az új Jaffa Nemzet otthona. |
| Delmak                     |                       |                 |                                   | Delmak volt Sokar, később Apophis otthona. |
| Energialények (hold)       | M4C-862               |                 |                                   | A holdat apró, fénylő és repülni képes, energia alapú lények lakják. |
| Fekete lyuk                | P3W-451               |                 |                                   | Egy kettőscsillag körül keringő bolygó, az élet hamarosan kipusztul, mert a CSK-10 érkezése miatt a csillagok fekete lyukká estek össze. Az Egy végtelennek tűnő pillanat című részben lehetett látni és kulcsfontosságú az Exodusban. |
| Föld                       | Nincs                 |                 |                                   | A Tau'ri népének otthona és a Csillagkapu Parancsnokság helye |
| Hanka                      |                       |                 |                                   | A bolygó lakosságát a goauldok teljesen kiirtották egyetlen kislány, Cassandra kivételével, akit vegyi fegyverként alkalmaztak. |
| Orban                      |                       |                 | Orbaniak                          | Az orbaniak gyerekeiket agyukba ültetett mini gépek segítségével fejlesztik. A fiatalokat ismeretszerzésre használják, a megszerzett tudásukat később eltávolítják. |
| Mutáns bogarak bolygója    | BP6-3Q1               |                 |                                   | A világot óriási, repülő rovarok népesítik be, akik csípésükkel képesek átalakítani áldozatuk DNS szerkezetét. |
| Rovarszerű lények bolygója | P3X-118               |                 |                                   | A bolygót olyan rovarszerű lények lakják, akik képesek egy gép segítségével lemásolni az embereket, így készítve elő egy lehetséges inváziót,. |
| Sodan                      | P9G-844               |                 | Sodanok                           | |
| Tollana                    | P4X-377               |                 |                                   | A bolygó lakói a fejlett technológiával rendelkező tollanok. |